# 大谷大学
大谷大学（おおたにだいがく、英語: Otani University）は、日本の近畿地方にある私立大学。
京都市北区に本部を置き、学校法人真宗大谷学園によって運営されている。略称は谷大、大谷、大谷大。

## 概観
1665年、東本願寺が設立した学寮（高倉学寮）を起源とする大学である。
開設時以来、文科系大学としての規模・内容を堅持し、建学の理念として、各専門分野の綿密な研究・教授を通じた、自己の信念確立への方向性と深い教養とを持った人物の育成を掲げる。鈴木大拙をはじめ著名な学者が教授として在任した。また、曽我量深、金子大栄、山口益等の、近現代を代表する仏教思想家・仏教学者を輩出している。卒業生は、専門分野における特性を反映し、僧侶、教員、図書館司書、博物館学芸員、社会福祉、出版等々、幅広い分野において活躍している。

## 沿革

### 年表
学寮期の詳細は学寮 (東本願寺)を参照。
- 1665年 - 琢如が東本願寺寺内に寺院子弟教育を目的として学寮を創設する[1][2]。
- 1678年 - 学寮、渉成園（枳殻邸）内に移転[2]。
- 1755年 - 学寮、高倉通魚棚[3]に移転、「高倉学寮」と改称[2]。
- 1868年 - 護法場を学寮内井波屋敷に付置[2]。
- 1873年 - 高倉学寮と護法場とを統合し、貫練場と改称[2]。
- 1874年 - 貫練場内に宗学・華厳・天台・倶舎・唯識・外学の6科の寮舎を設置[2]。
- 1879年 - 貫練場を貫練教校と改称[2]。
- 1882年 - 貫練教校を真宗大学寮と改称[2]。
- 1888年 - 大学寮組織を改め兼学部・専門部及び安居とする[2]。
- 1889年 - 大学寮に専門部本科を開設し、修業年限を3年とする[2]。
- 1894年 - 専門部本科の修業年限を4年に改める[2]。
- 1896年 - 真宗大学寮の機構を解し、真宗大学を設置。安居を中心とする真宗高倉大学寮を別置[2]。
- 1897年 - 真宗大学、初代学監に占部観順が就任。
- 1899年 - 真宗大学の学制を改め研究科を研究院と改称し、修業年限を5年とした従来、本科4年であった修業年限を予科2年・本科3年とし、宗乗・華厳・天台・性相の4科を設ける[2]。真宗大学、私立学校令により認可、関根仁応主幹が大学代表者として認可
- 1901年 - 真宗大学、東京巣鴨に移転開校[2]、学監（大学代表者）に清沢満之就任[1]。
- 1904年 - 真宗大学、専門学校令により認可[2]。
- 1907年 - 真宗高倉大学寮を高倉大学寮と改称、機構を改め本科と別科を設置[2]。
- 1911年 - 真宗大学と高倉大学寮を統合し、真宗大谷大学と改称、本部を京都に置くことが決定[2]。
- 1913年 - 真宗大谷大学、京都市の上賀茂小山の現在地に移転[2]赤レンガ造本館・講堂、図書館、学寮（学生寮）落成式[2]。
- 1920年 - 真宗大谷大学学則を改め、大学の修業年限を予科・本科・研究科各3年と定める。学科目「宗乗」「余乗」の名称を「真宗学」「仏教学」と改称[2]。
- 1922年 -（旧制）大谷大学、大学令による設立を認可[2]。
- 1923年 - 大谷大学文学部開設[2]。真宗大谷大学を専門部に改組。
- 1925年 - 第3代学長佐々木月樵、入学宣誓式において「大谷大学樹立の精神」告示[2]。
- 1927年 - 文学部講座制設置[2]。

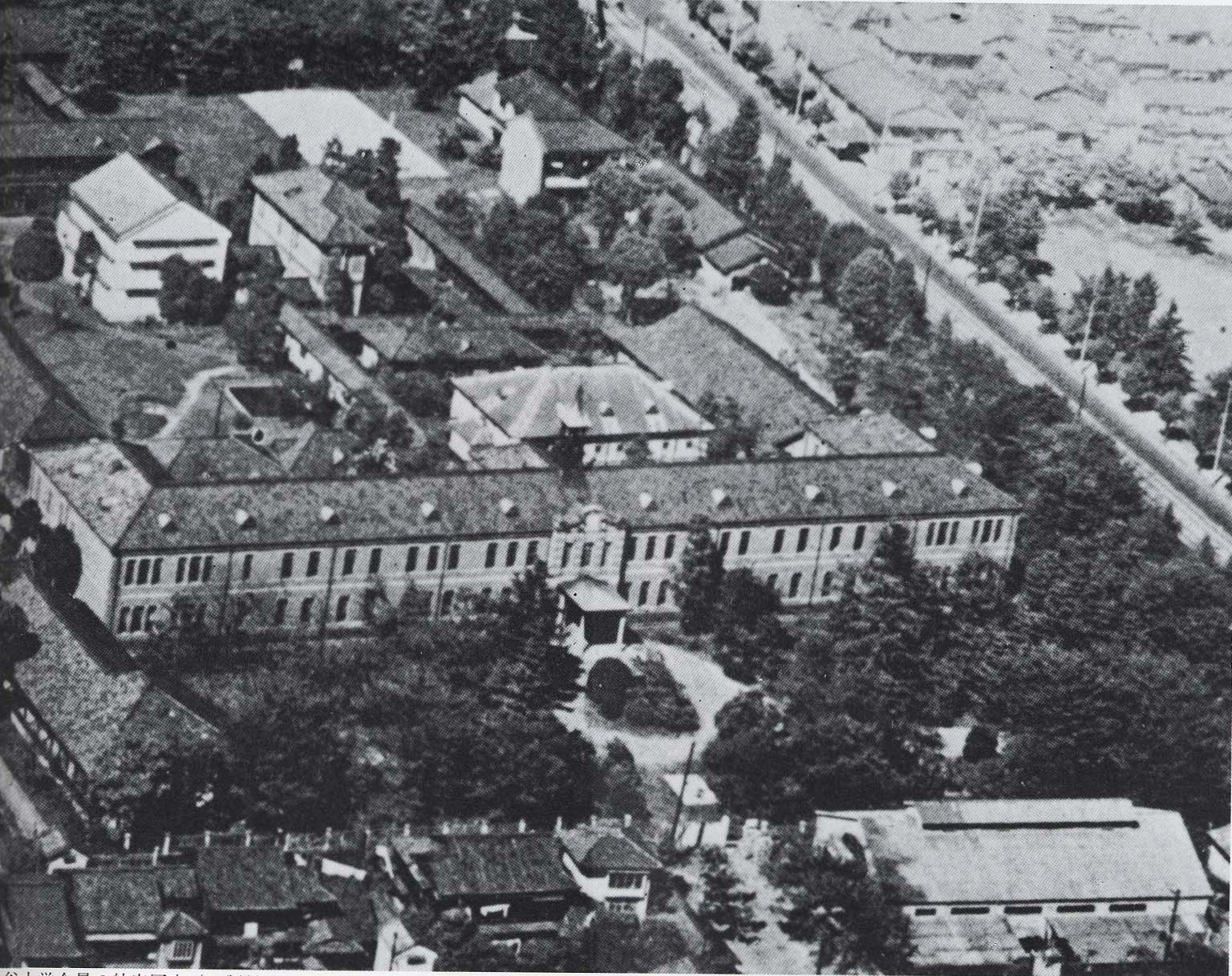
大谷大学の全景（1949年）

- 1943年 - 出陣学徒武運長久祈願祭並に壮行会（平安神宮）に参加[4]。
- 1949年 - 新制大谷大学を開設。文学部に仏教学科、哲学科、史文学科を設立。[2]。
- 1950年 - 短期大学部仏教科開設[2]。
- 1951年 - 私立学校法施行に基づき、学校法人真宗大谷学園を設立[2]。
- 1953年 - 大学院文学研究科に修士課程（真宗学専攻・仏教学専攻）を開設[2]。育英学寮開寮[2]。
- 1955年 - 大学院文学研究科に博士課程（真宗学専攻・仏教学専攻）を開設[2]。下鴨学寮開寮[2]。
- 1956年 - 大学院文学研究科に博士課程（哲学専攻・仏教文化専攻）を開設[2]。
- 1963年 - 短期大学部に国文科増設[2]。
- 1965年 - 文学部を仏教学科・哲学科・史文学科の3学科制から、真宗学科・仏教学科・哲学科・社会学科・史学科・文学科の6学科制に改変[2]。
- 1966年 - 短期大学部に幼児教育科増設[2]。
- 1981年 - 真宗総合研究所開設[2]。下鴨学寮閉寮[2]。
- 1984年 - 育英学寮閉寮[2]。
- 1992年 - 短期大学部国文科を文化学科に改組[2]。
- 1993年 - 文学部に国際文化学科増設[2]。
- 1998年 - 滋賀県大津市「湖西キャンパス」竣工[2]。
- 1999年 - 大学院文学研究科に修士課程（社会学専攻・国際文化専攻）を開設[2]。
- 2000年 - 文学部に人文情報学科増設[2]。
- 2000年 - 東京巣鴨（上池袋）の宮仲公園に「大谷大学開学の碑」（小川一乗学長揮亳）を建立。
- 2001年 - 大学院文学研究科に博士後期課程（社会学専攻・国際文化専攻）開設[2]。真宗総合学術センター響流館竣工[2]。
- 2003年 - 大谷大学博物館開館[2]。
- 2006年 - 短期大学部幼児教育科を幼児教育保育科と名称変更[2]。
- 2008年 - 文学部に教育・心理学科増設。文学部の史学科を歴史学科と名称変更[2]。
- 2009年 - 短期大学部文化学科の学生募集停止。烏丸通の東側に教育・心理学科用の4号館・5号館を新設[2]。
- 2018年 - 新教室棟「慶聞館」竣工。社会学部、教育学部を開設し、文学部1学部体制から3学部体制へ移行。
- 2021年 - 国際学部開設。これに伴い、文学部国際文化学科の募集を停止した[5][6]。
- 2022年 - 大学院文学研究科を人文学研究科と名称変更。

## 基礎データ

### 所在地
- 本部 - 京都府京都市北区小山上総町

## 教育および研究

### 組織

#### 学部
- 文学部
  - 真宗学科
    - 思想探求コース
    - 現代臨床コース
    - 国際コース

  - 仏教学科
    - 仏教思想コース
    - 現代仏教コース

  - 哲学科
    - 哲学・西洋思想コース
    - 心理学・人間関係学コース
    - 倫理学・公共哲学コース
    - 宗教学・死生学コース

  - 歴史学科
    - 日本史コース
    - 世界史コース
    - 歴史ミュージアムコース
    - 京都探究コース　

  - 文学科
    - 日本文学コース
    - 現代文芸コース

  - 国際文化学科（2021年度募集停止）
    - 英語コミュニケーションコース
    - 欧米文化コース
    - アジア文化コース
- 社会学部
  - 現代社会学科
    - 現代社会学コース

  - コミュニティデザイン学科
    - 地域政策学コース
    - 社会福祉学コース
- 教育学部
  - 教育学科
    - 初等教育コース
    - 幼児教育コース
- 国際学部
  - 国際文化学科
- 短期大学部
  - 幼児教育保育科

#### 研究科
- 人文学研究科
  - 修士課程（真宗学、仏教学、哲学、仏教文化、国際文化、教育・心理学）
  - 博士後期課程（真宗学・仏教学・哲学・仏教文化・国際文化）

#### 附属機関

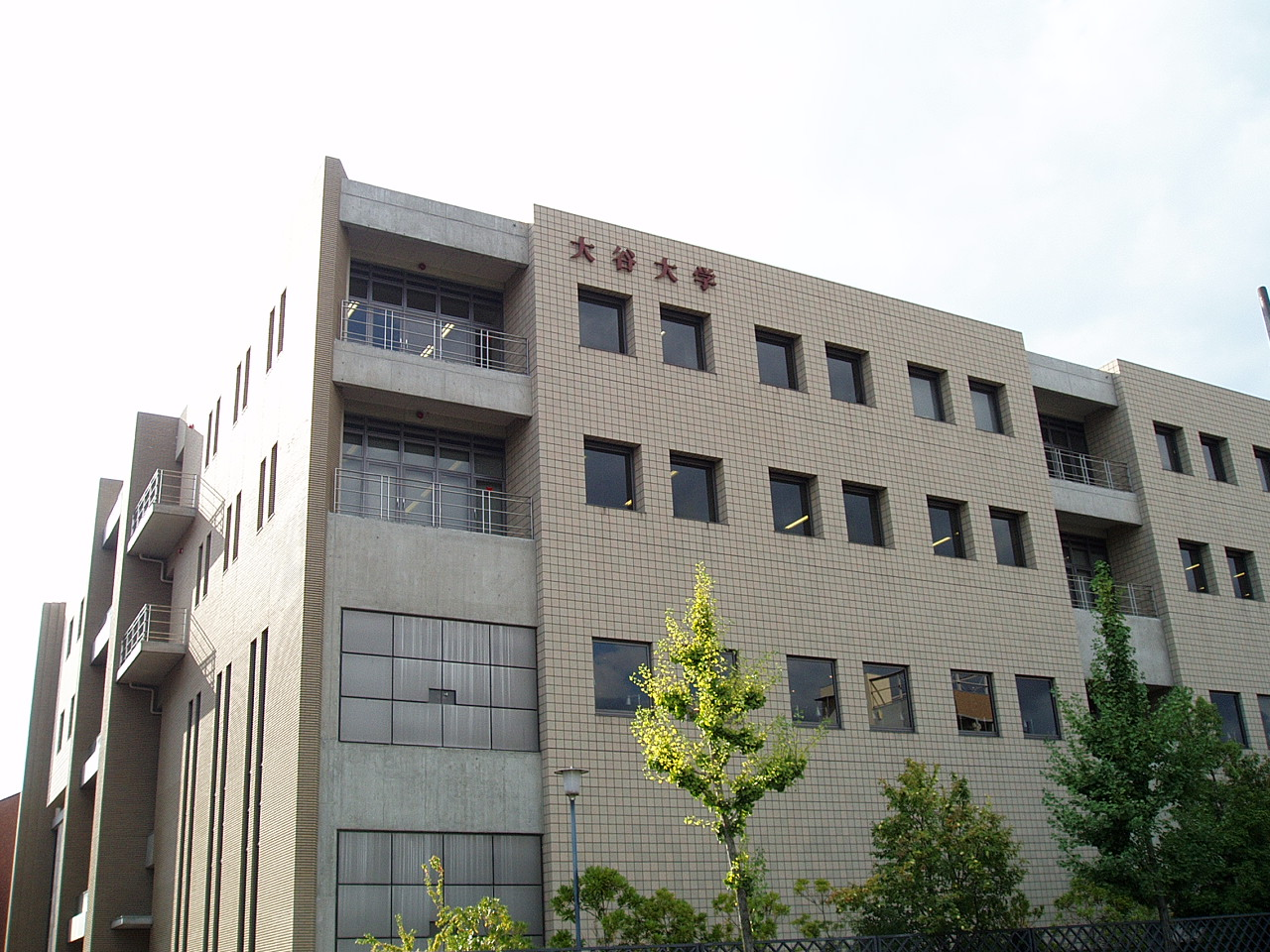
真宗総合研究所（響流館）

- 真宗総合研究所
- 図書館
- 博物館

##### 図書館
付置の図書館は、蔵書数89万冊。永年にわたり収集寄贈された内外の貴重典籍の公開、各専門分野の学術書・重要図書の網羅的な収集・公開が行なわれており、文科系大学としては質量ともに国内有数である。

##### 博物館
博物館には、『三教指帰注集』（空海『三教指帰』の古注釈）、『春記』（平安時代の貴族藤原資房の日記）、『選択本願念仏集』（法然）、「湯浅景基寄進状」（明恵の自筆署名あり）など重要文化財8点をはじめ、12,000点余りの文化財が収蔵され、随時展観されている。

## 大学関係者と組織

### 大学関係者一覧

#### 歴代学長
東京移転後の歴代学長一覧
1. 清沢満之 （学監1901 - 1902）
2. 南条文雄 （学監1903 - 1911、学長1914 - 1923）
3. 佐々木月樵 (1924 - 1926)
4. 村上専精 (1926 - 1928)
5. 稲葉昌丸 (1928 - 1931)
6. 上杉文秀 (1931 - 1934)
7. 河野法雲 (1934 - 1936)
8. 住田智見 (1936 - 1937)
9. 本多主馬 (1937 - 1938)
10. 大須賀秀道 (1938 - 1941)
11. 関根仁応 (1941 - 1943)
12. 山辺習学 (1943 - 1944)
13. 大谷瑩誠 (1944 - 1948)
14. 藤岡了淳 (1948 - 1950)
15. 山口益 (1950 - 1958)
16. 正親含英 (1958 - 1961)
17. 曽我量深 (1961 - 1967)
18. 野上俊静 (1967 - 1969)
19. 安藤俊雄 (1970 - 1973)
20. 松原祐善 (1974 - 1980)
21. 廣瀬杲 (1980 - 1986)
22. 北西弘 (1986 - 1987)
23. 寺川俊昭 (1988 - 1994)
24. 訓覇曄雄 (1994 - 2000)
25. 小川一乗 (2000 - 2004)
26. 木村宣彰 (2004 - 2010)
27. 草野顕之 (2010 - 2016)[7]
28. 木越康 (2016 - 2022)[8]
29. 一楽真 (2022 - )

学寮期の講師については学寮 (東本願寺)を参照。

#### 著名教員一覧
- 南条文雄（仏教学）(1849 - 1927)
- 村上専精（仏教史学）(1851 - 1929)
- 清沢満之（哲学）(1863 - 1903)
- 鈴木大拙（哲学、仏教学）(1870 - 1966)
- 朝永三十郎（哲学）(1871 - 1951)
- 米田庄太郎（社会学）(1873 - 1945)
- 亀田次郎 日本で最初の国語学者 (1876 - 1944)
- 曽我量深（真宗学、仏教学）(1875 - 1971)
- 金子大栄（真宗学）(1881 - 1976)
- 赤沼智善 (仏教学)(1884 - 1937)
- 和辻哲郎（哲学、倫理学）(1889 - 1960)
- 橋川正（日本史学）(1894 - 1931)
- 柴山全慶（禅学、エスペラント学）(1894 - 1974)
- 山口益（仏教学）(1895 - 1976)
- 神田喜一郎（東洋史、書誌学）(1897 - 1984)
- 杉平顗智（英文学）(1899 - 1984)
- 戸坂潤（哲学）(1900 - 1967)
- 安田理深（宗教学、真宗学）(1900 - 1982)
- 西谷啓治（哲学）(1900 - 1990)
- 三品彰英（日本史学）(1902 - 1971)
- 多屋頼俊（国文学）(1902 - 1990)
- 中田勇次郎（書道史）(1905 - 1998)
- 横超慧日（仏教学）(1906 - 1995)
- 赤松俊秀（日本史学、仏教史学）(1907 - 1979)
- 五来重（民俗学）(1908 - 1993)
- 池田義祐（社会学）(1915 - 1992)
- 黒田俊雄（日本史学）(1926 - 1993)
- 白館戒雲（ツルティム・ケサン）（チベット学、仏教学)　(1942 - )
- 鷲田清一（哲学、倫理学） (1949 -)

#### 著名な出身者

##### 僧侶
- 暁烏敏 - 宗教家、元真宗大谷派宗務総長、権大僧正
- 清沢満之 - 宗教家、哲学者、真宗大学学監
- 大谷光暢 - 真宗大谷派第24世法主
- 遠藤証円 - 元律宗管長、唐招提寺長老
- 森本孝順 - 元律宗長老、唐招提寺長老
- 寺本恵真 - 真宗大谷派僧侶、札幌大谷短期大学学長
- 蓬茨祖運 - 真宗大谷派僧侶、九州大谷短期大学学長

##### 政治
- 草野一郎平 - 衆議院議員
- 山名義芳 - 衆議院議員、真宗大谷派教学顧問
- 草葉隆円 - 厚生大臣、参議院議員
- 松崎晃治 - 福井県小浜市長

##### 学者
- 今枝由郎 - チベット学者、フランス国立科学研究センター主任研究員、元カリフォルニア大学バークレー校客員教授
- 山口益 - 仏教学者、大谷大学元学長
- 山部能宜 - 早稲田大学文学学術院教授
- 竹田淳照 - 中国文学者、札幌大谷学園理事長
- 牧田諦亮 - 浄土宗勧学、埼玉工業大学学園長
- 関山和夫 - 民俗学者、佛教大学名誉教授
- 水田紀久 - 国文学者、関西大学名誉教授
- 宮本正尊 - 仏教学者、東京大学名誉教授
- 柳田聖山 - 中国禅宗史、京都大学名誉教授
- 阿部泰郎 - 民俗学者 宗教学者、龍谷大学教授、名古屋大学名誉教授
- 田代俊孝 - 仁愛大学学長、同朋大学名誉教授
- 畠中光享 - 日本画家、京都造形芸術大学教授
- 椎名六郎 - 図書館学者、富士大学教授
- 池田義祐 - 社会学者、京都大学名誉教授

##### 文学
- 小野不由美 - 作家「十二国記」など（第26回〈2013年〉山本周五郎賞受賞）
- 津村記久子 - 作家（第140回〈2009年〉芥川龍之介賞受賞）
- 小林ゆり - 作家（第19回〈2003年〉太宰治賞受賞）
- 柿村将彦 - 作家（日本ファンタジーノベル大賞2017受賞）
- 木爾チレン - 作家（第9回〈2010年〉R-18文学賞優秀賞受賞）
- 安井健太郎 - 作家「ラグナロク」など（第3回スニーカー大賞受賞）※中退

##### 音楽
- 福代亮樹 - ジャズサックス奏者
- 梅谷忠洋 - 作曲家、フルート奏者

##### その他
- 桂文鹿 - 落語家、元プロボクサー
- 武田広 - ナレーター
- 佐々木昌信 - プロ野球審判員（セントラル・リーグ）
- 林承賢 - 金閣寺放火事件の犯人（三島由紀夫『金閣寺』の主人公のモデル）※中退
- 山内幸 - お笑い芸人（Dr.ハインリッヒ）

## 施設

### キャンパス

#### 本部キャンパス
（京都市北区小山上総町）
- 交通アクセス

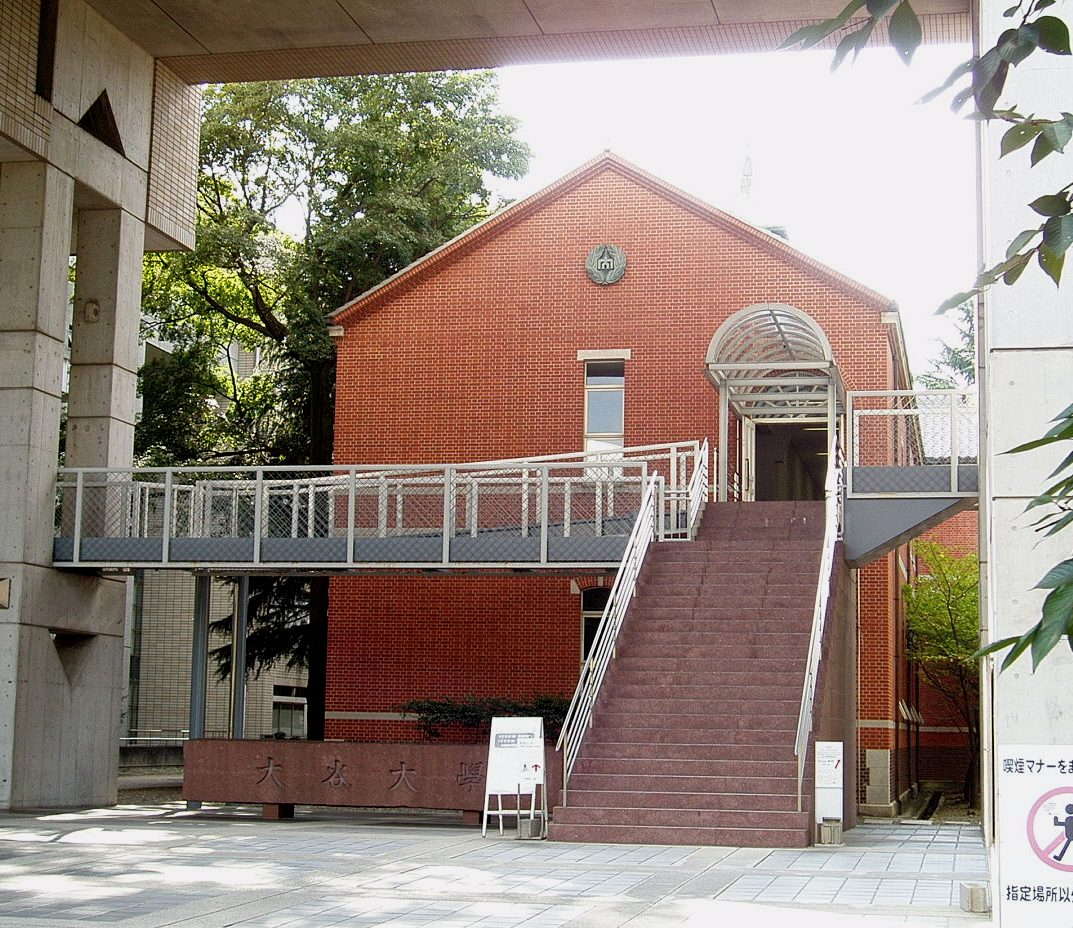
尋源館を東側（正門側）から望む

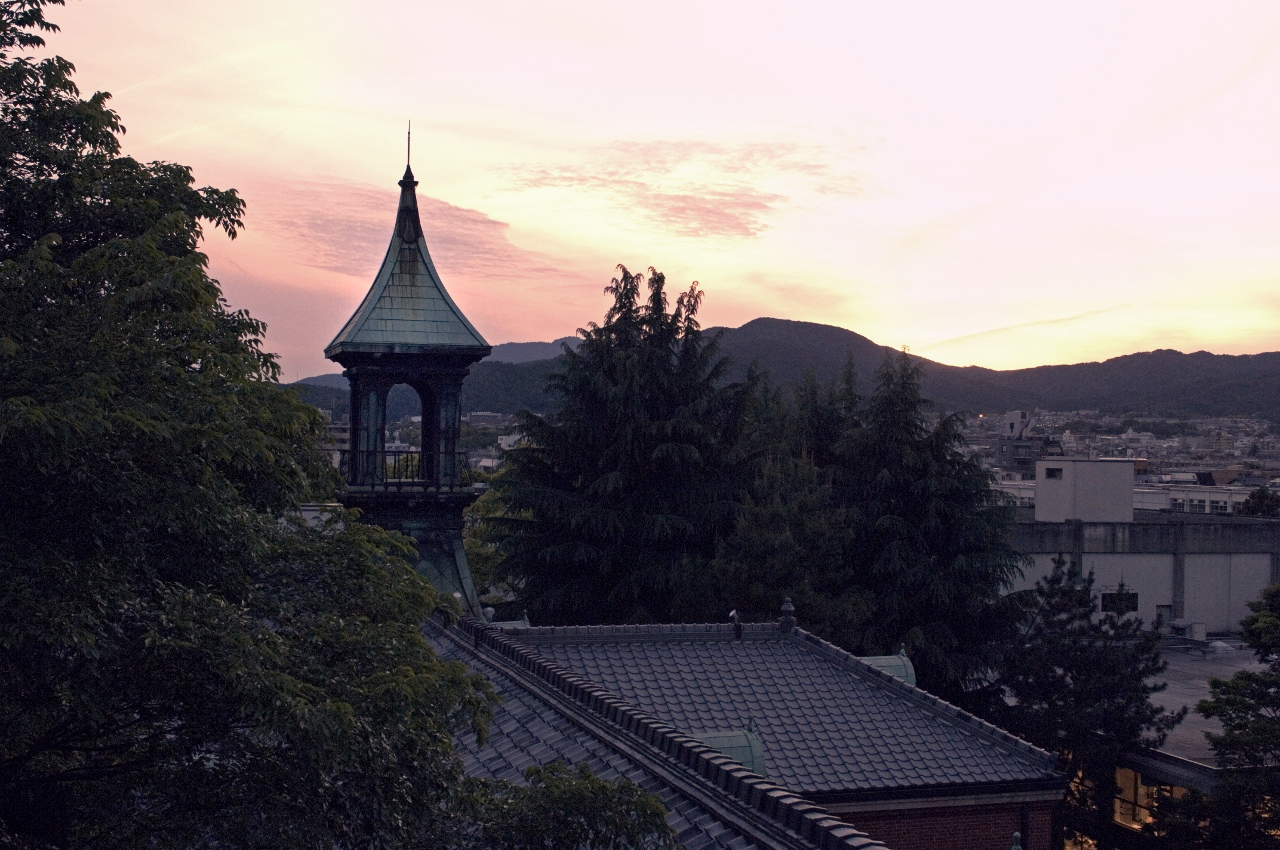
尋源館小塔

  - 京都市営地下鉄烏丸線鞍馬口駅下車、北へ徒歩約5分。
  - 京都市営地下鉄烏丸線北大路駅下車、6番出口すぐ。

- 尋源館［旧本館］（同窓会、校友センター、尋源講堂、教室）、2000年登録有形文化財に登録[9]
  - 1913年竣工の旧本館[9]。本館はルネサンス様式の煉瓦造2階建て、屋根は寄棟造で瓦葺である。1982年に博綜館の新築の際、法令の規制もあり両翼部分を解体し、内部をコンクリートで補強して現在の姿となり、尋源館となった。外観は縮小されたものの良く旧観を残しているが、内部は階段などを除きかつての姿を残していない。「報恩講私記」の中の「酌流尋本源（流れを酌（く）んで本源を尋（たず）ねる」からの命名。エレベーターのある博綜館と渡り廊下で結ばれ、バリアフリー化されている。現在は大谷大学のシンボル的建造物の扱いである。南側が建物正面にあたり学章も取付けられているが、現在は接近して博綜館が建てられており、裏側である北側から望むことが多くなっている。棟上には小塔を持っているが、これはランタンを模したものとされる[10]。
- 慶聞館［新教室棟］（教室（大教室／中教室／情報系教室／ハイブリッド教室／高機能教室／小教室／ゼミ教室）、マルチスペース（マルチスペース／サブゼミスペース／コモンスペース）、学生サポートセンター（学習支援室／語学学習支援室）、学生支援部事務室（教務課／学生支援課／キャリアセンター）、学生ロビー「ミナイール・プラザ」、カフェ）
  - 2018年竣工。「けいぶん」館ではなく仏教経典に使う呉音読みにより「きょうもん」館と読む。親鸞の著である『顕浄土真実教行証文類（教行信証）』の総序「斯以慶所聞、嘆所獲矣。（ここをもって、聞くところを慶び、獲るところを嘆ずるなりと。）」より命名。
- 博綜館［本部棟］（学長室、企画室、会議室、総務部、入学センター、人権センター、学生相談室、保健室、演習室、教員研究室）
  - 1982年竣工。現在の本館相当建物。『無量寿経』の「博綜道術（博（ひろ）く道術を綜（なら）う）」からの命名である。逆L字型の建物で、正門の部分は1階から3階までがピロティとなっている。
- 響流館［真宗総合学術センター］（図書館、グループ閲覧室、総合研究室〈文学部・大学院〉、博物館、博物館学課程実習室、真宗総合研究所、メディアホール、マルチメディア演習室、教育研究支援部、ギャラリー、書店、購買部）
  - 2001年竣工。「きょうりゅう」館ではなく仏教経典に使う呉音読みにより「こうる」館と読む。『無量寿経』の中の「正覚大音響流十方（正覚（しょうがく）の大音十方に響き流れる）」から命名。ブッダの真実の覚りは、十方に響き流れるように、学術研究の成果がこの響流館を中心として諸方に伝わることを願った命名である。北門からの通路も覆うように建てられている。慶聞館と連絡橋で結ばれる。
- 講堂棟（大講堂、大食堂、多目的ホール、談話室〈和・洋〉、ラウンジ、リハーサル室）
  - 1986年竣工。大講堂は入学・卒業式や宗教行事などが行われるほか、オープンキャンパス時の全体説明などにも使われる。食堂前にサンクンガーデンを持ち、大学祭ではステージが設置される。食堂は2016年に改装された。
- 1号館（教室、語学教室、演習室、情報処理教室）
  - 旧館部分は1960年竣工だったが、慶聞館の南・中央エリアの完成に伴い、2016年に解体された。1990年と、1993年の2次にわたって増築された新館部分は残され、解体された3号館から情報処理教室が移されている。
- 2号館（音楽・図工・小児保健・栄養 各実習室、教室、教員研究室）
  - 1978年竣工。2003年に一部の増築が行われている。
- 柔道場

##### 以下の建物は烏丸通の東側にある
- 4号館・5号館（教職支援センター、教室、音楽、ピアノレッスン、図工、理科、模擬小学校教室、多目的ルーム）
  - 2009年竣工の教育・心理学科専用の校舎。内部だけでなく、外観も小規模な小学校風とした2階建ての建物。渡り廊下で結ばれ一体的に使われる。
- 体育館（アリーナ、トレーニングルーム、練習室）
  - 2000年竣工。初代体育館は1972年竣工の建物であったものを改築。
- 部室棟（各クラブボックス）
  - 2000年竣工。
- 弓道場
  - 2015年に1号館北側から移転。

#### 湖西キャンパス
（大津市雄琴）
1998年に開かれたスポーツ施設とセミナーハウスを主としたキャンパス
- グラウンド（野球場、サッカー競技場、陸上競技場）
- サブグラウンド
- テニスコート
- トレーニングルーム
- セミナーハウス（研修室、練習室、宿泊室〈和・洋〉、食堂、大浴場）
  - 2000年竣工。

### 学寮
- 大谷大学では学生寮を旧例に倣い「学寮」と呼ぶ
- 貫練学寮（京都市北区大宮薬師山西町）
  - 1980年開寮の男子寮。『無量寿経』の「貫練群籍（群籍（ぐんじゃく）を貫練（かんれん）す）」から命名。
- 自灯学寮（京都市左京区松ヶ崎御所ノ内町）
  - 1967年開寮の女子寮であるが老朽化により、1984年開寮の男子寮「知真学寮」を1996年に休寮とし、その建物を改装して移転したもの。『涅槃経』の「自灯明法灯明（自（みずか）らを灯明 （とうみょう）とし法を灯明とせよ)」から命名。

### 本部キャンパスの改造
本部キャンパスでは2014年6月から2018年3月にかけて、建物の大規模な改築を含むキャンパスの総合整備を行った。まず2014年に至誠館を仮設の校舎に移転させ、弓道場を体育館横部室棟のさらに東側に移転させ、次いで2015年3月から3号館・至誠館・聞思館を取り壊し、2016年9月から新教室棟である慶聞館（きょうもんかん）の南側部分（全体の3分の2）を使用開始した。
次いで2016年10月から1号館のうち旧館部分と旧・弓道場を取り壊し、慶聞館の残りの部分と、響流館との連絡橋を新築し、2018年3月に竣工した。最後に仮設・至誠館を撤去する。
慶聞館は教室のほか、研究室・事務室のほか、各階の教室部分と研究室部分の間に3種類(マルチスペース／サブゼミスペース／コモンスペース)の「交流スペース」を置き、学生の主体的な学習をサポートするほか、1階に「ミナイールプラザ」を置き、ラーニングコモンズ機能を持たせることになる。

## 対外関係

### 地方自治体との協定
- 「学生ボランティア」学校サポート事業に関する協定（2004年締結）[11]
  - 京都市教育委員会
- 学童クラブ事業における障害のある児童の統合育成対策介助者派遣事業への大学生等の派遣に係る協定（2014年締結）[11]
  - 京都市子ども若者はぐくみ局
- 京都市生涯学習総合センターにおける生涯学習講座の実施に関する連携協力の覚書（2017年締結）[11]
  - 京都市教育委員会
- 北区「はぐくみ文化」の創造・推進に関する覚書（2019年締結）[11]
  - 京都市北区役所
- 京都市と大谷大学とのふるさと納税を活用した大学・ 学生と地域の連携強化に関する協定（2021年締結）[11]
  - 京都市総合企画局

### 他大学との協定
インド
- ジャワハルラール・ネルー大学

韓国
- 東国大学校
- 東西大学校

台湾
- 佛光大学

中国
- 東北師範大学
- 中央民族大学
- 首都師範大学
- 浙江財経大学

アメリカ
- コルゲート大学
- セントメアリーズ大学

ドイツ
- フィリップ大学マールブルク

ハンガリー
- エトヴェシュ・ロラーンド大学

フランス
- フランス国立高等研究院

### 系列校
- 九州大谷短期大学
- 大谷中学校・高等学校
- 大谷幼稚園